# La señorita Elena (telenovela de 1967)
La señorita Elena  es una telenovela producida y transmitida por la cadena Venevisión en el año 1967, protagonizada por Marina Baura y José Bardina, con la participación antagónica de Ivonne Attas. Fue escrita por Delia Fiallo.

## Elenco
- Marina Baura ... Elena
- José Bardina ... Alejandro
- Ivonne Attas
- Luis Abreu
- Eva Blanco ... Chelo
- Hilda Breer
- Héctor Cabrera ... Mario
- Nury Flores
- Chela D'Gar .... Amada
- Olga Henríquez
- Esperanza Magaz ... Simona
- José Oliva
- Serafín Román ... Alex (niño)
- Luis Gerardo Tovar

## Otras Versiones
- La señorita Elena, versión realizada por la cadena venezolana Venevisión en el año de 1975. Adaptación de Delia Fiallo fue protagonizada por Adita Riera y José Luis Rodríguez "El Puma".

- Atrevete, realizada en el año de 1986 por la cadena venezolana RCTV, fue producida por Henry Márquez y protagonizada por Caridad Canelón y Pedro Lander.

- Vivo por Elena, realiza en México por Televisa en 1998, producida por Juan Osorio y protagonizada por Victoria Ruffo y Saúl Lisazo.